# Morgemoulin
Morgemoulin ist eine französische Gemeinde mit 107 Einwohnern (Stand 1. Januar 2022) im Département Meuse in der Region Grand Est (bis 2015 Lothringen).

## Geografie
Das Dorf Morgemoulin liegt zwischen Étain und Verdun.

## Geschichte
Der Name des Dorfes kommt vom französischen Wort moulin, das Mühle bedeutet, und vom Familiennamen Morge, weil die Mühle im Jahre 1610 dieser Familie gehörte.
Die Mühle wurde im Ersten Weltkrieg zerstört und nachher wieder aufgebaut.

### Bevölkerungsentwicklung
| Jahr      | 1962 | 1968 | 1975 | 1982 | 1990 | 1999 | 2007 | 2019 |
| Einwohner | 77   | 105  | 109  | 94   | 75   | 95   | 102  | 108  |

## Sehenswürdigkeiten
Die Kirche zum heiligen Christophorus (französisch L'église Saint-Christophe), die die zerstörte Kirche von 1852 ersetzt, wurde im Jahr 1927 erbaut.
Das schmiedeeiserne Gedächtniskreuz (auf Französisch Croix du Souvenir en fer forgé)  erinnert an die Opfer, die im Ersten Weltkrieg im Friedhof in aller Eile beerdigt werden mussten. Dieses Kreuz überragt die Gräber.
Das im Jahre 1927 von Joseph Benoît geschaffene Glasfenster ist ein Geschenk an die Kirche, um an die Schwierigkeiten zu erinnern, die die Bevölkerung erleben musste, als sie nach dem Ersten Weltkrieg heimkam.

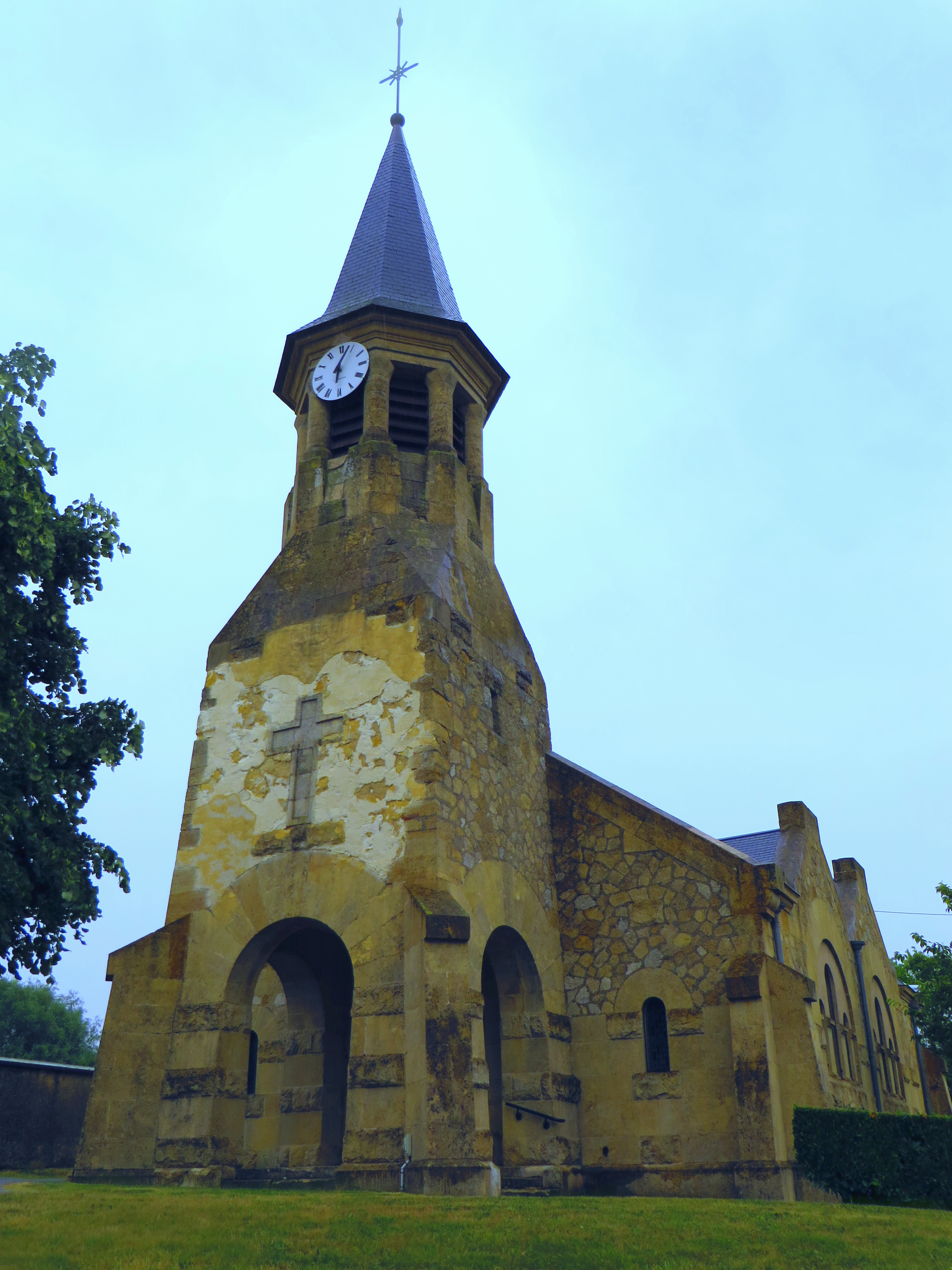
Kirche Saint-Christophe